# خليل الحاج علي
خليل الحاج علي صحفي وممثل صوت لبناني.

## أدوار الدبلجة
- أساسنز كريد سنديكيت - شاون هاستينغ (غير مدرج)
- أبطال التايتنز إنطلقوا! - روبن
- توم المتكلم والأصدقاء - توم المتكلم
- تشيكن ليتل (النسخة العربية الفصحى)
- جامعة المرعبين - سكويشي
- طائرات - كولين كاولينغ
- عائلة روبنسون - ويلبر روبنسون (النسخة العربية الفصحى)
- العم جدو